# Schroefpers

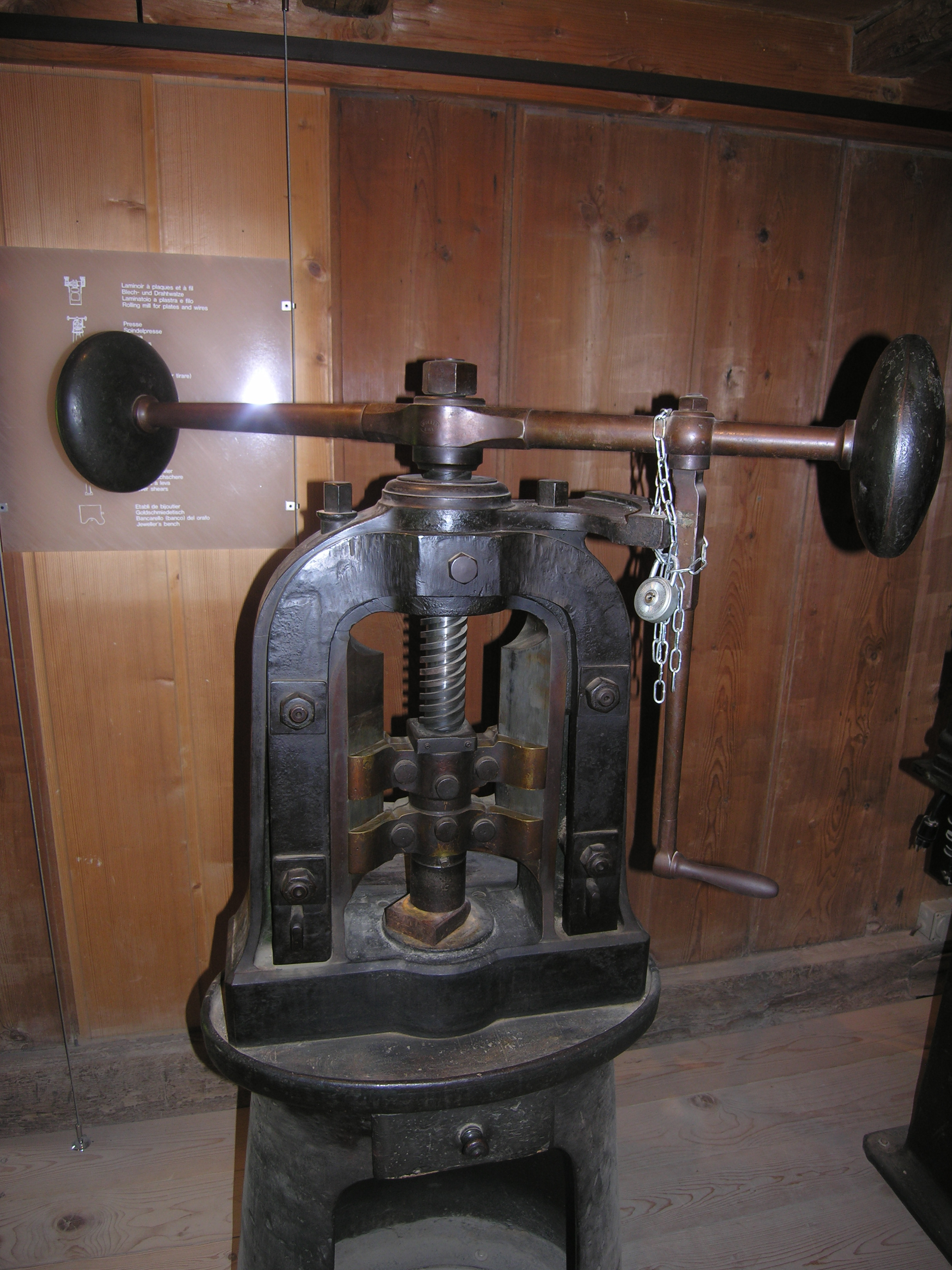
Schroefpers van een goudsmid.

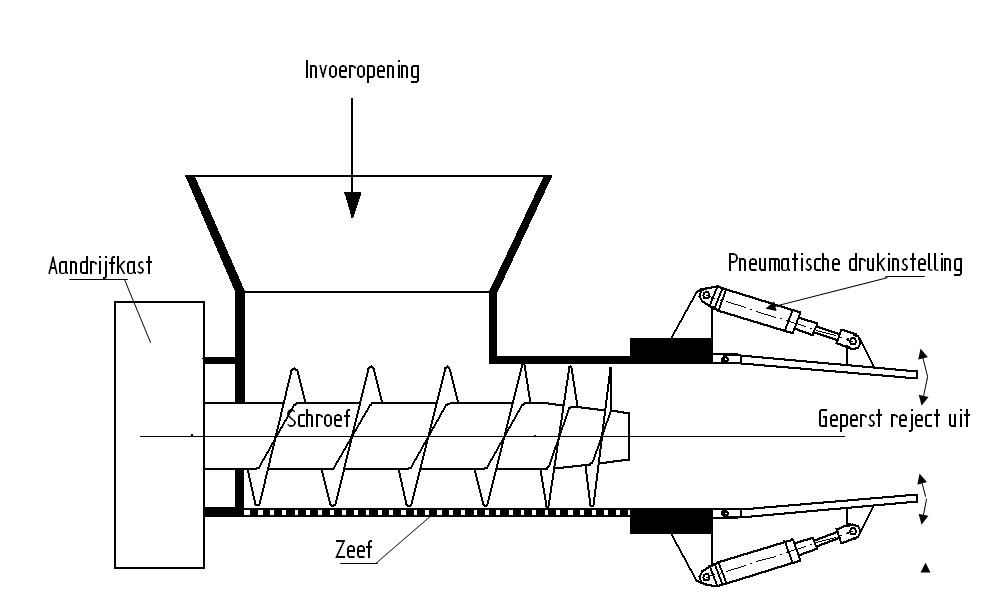
Schema van een schroefpers

Een schroefpers (Engels: screw press, Frans: balancier) is een machinepers bestaand uit een stevige, vaak hoefijzervormige houder met een gat met schroefdraad bovenaan en een T-vormig stuk met schroefdraad wat in het gat van de houder geplaatst is. De horizontale uiteinden van de T zijn verzwaard met gewichten, waaraan touwen zijn bevestigd. De schroefpers werd gewoonlijk bediend door drie man. Twee slingerden de schroef ritmisch heen en weer met behulp van de touwen en de versnelling van de gewichten, waardoor de stempels op het muntplaatje werden geperst. De derde (vaak een jongen) plaatste de rondellen en verwijderde de geslagen munten (niet zelden ten koste van zijn vingers in een moment van onoplettendheid).

## Schroefpers voor afval
Een ‘schroefpers’ wordt gebruikt om afval te comprimeren. De pers bestaat uit een inlaatopening, een transport- en persschroef, een persgedeelte en een uitlaat. Bij nat afval is de pers onder de schroef voorzien van een zeef om het water af te voeren. De schroef ligt horizontaal onder de inlaatopening en transporteert het er in vallende afval naar het persgedeelte. Ter plaatse van het persgedeelte is het blad van de schroef aangepast om te persen, dat wil zeggen dat het schroefblad is opgelast met een slijtvaste laag en de spoed kleiner is dan in het transportgedeelte. De uitlaat is voorzien van twee of meer pneumatisch gestuurde kleppen waarmee men de persdruk kan instellen. Het toegevoerde afval komt door de draaiende transportschroef onder een steeds hoger wordende druk te staan waardoor het volume van het afval afneemt. De uitlaatkleppen openen zich steeds verder als de ingestelde persdruk is bereikt en de samengeperste rol afval wordt langzaam naar buiten gedreven. Om de enorme perskrachten op te kunnen vangen is de pers voorzien van een draaikranslager.